# Scratch Beginnings
Scratch Beginnings ist ein Buch von Adam Shepard, eines Absolventen des Merrimack College.  

## Handlung
Es handelt sich um einen Erfahrungsbericht. Shepard wollte untersuchen, ob es in den USA möglich sei, sich aus der Armut aus eigener Kraft hochzuarbeiten. Er hatte folgenden Plan: Er wollte außerhalb seines Heimatstaates North Carolina in ein Obdachlosenasyl ziehen. Er hatte 25 $, einen Schlafsack, eine Tasche und die Kleidung, die er trug. Sein Ziel war es, nach einem Jahr mindestens 2.500 $, ein Auto und ein Appartement zu haben. Sein Buch ist eine Reaktion auf Nickel and Dimed von Barbara Ehrenreich. Er wollte überprüfen, ob Ehrenreichs Aussage, dass die Armen sich nicht aus eigener Kraft aus der Armut befreien können, zutrifft. 
Für die ersten 70 Tage seines Experiments lebte Shepard in einer Obdachlosenunterkunft in Charleston und bezog Essensmarken. Danach fand er einen Job als Tagelöhner. Später fand er einen festen Job bei einem Umzugsunternehmen. Nach zehn Monaten musste er das Experiment abbrechen, weil jemand aus seiner Familie schwer erkrankt war. Zu diesem Zeitpunkt hatte er es nach eigenen Angaben jedoch geschafft, in ein Appartement umzuziehen, einen Pick-Up-Truck zu kaufen und fast 5000 $ zu sparen.